# Бардорф
Бардорф (нем. Bahrdorf) — община в Германии, в земле Нижняя Саксония.
Входит в состав района Хельмштедт. Подчиняется управлению Фельпке. Население составляет 1968 человек (на 31 декабря 2010 года). Занимает площадь 40,59 км².
Коммуна подразделяется на 4 сельских округа.
| Год  | Население |
| ---- | --------- |
| 1990 | 2012      |
| 1995 | 2125      |
| 2000 | 2132      |
| 2005 | 2100      |
| 2010 | 1996      |